# Breaza (Buzău)
Breaza è un comune della Romania di 2 874 abitanti, ubicato nel distretto di Buzău, nella regione storica della Muntenia.
Il comune è formato dall'unione di 5 villaggi: Bădeni, Breaza, Greceanca, Văleanca-Vilănești, Vispești.